# Barbara Gordon
Barbara "Barb" Gordon é uma personagem fictícia de histórias em quadrinhos publicadas pela editora estadunidense DC Comics. Doutorada em biblioteconomia, a filha do Comissário Gordon é mais conhecida como a icônica Batgirl (1967-1988), uma combatente do crime que depois do incidente na clássica A Piada Mortal assumiu uma função mais tecnológica com o codinome  Oráculo (em inglês, Oracle. 1988 até 2011), uma hacker extremamente bem informada que passou a ajudar todos os heróis do Universo DC, em especial Batman e seus aliados de Gotham City. A partir dos Os Novos 52, Barbara voltou a andar e a ser Batgirl.

## Histórico

### Batgirl
A bibliotecária Barbara Gordon estreou nos quadrinhos em Detective Comics #359 (1967) como filha do Comissário de Polícia da cidade de Gotham City, James Gordon.
Em suas aventuras originais durante a Era de Prata, Batgirl era uma alegre e inexperiente versão feminina de Batman. Depois de várias aparições como coadjuvante em Batman, ela recebeu a sua própria tira em Detective Comics. Isso permitiu que a ela deixasse de ser uma tímida versão de Barbara Gordon e, rapidamente, passasse a ser uma personagem mais moderna e confiante, a qual os amigos passaram a chamar de “Babs”. Desprovida de seus óculos e seus “coques”, Barbara começou a ter uma série de encontros, o que viria a ser uma sucessão de namorados, sendo os mais populares: Jason Bard, veterano da guerra do Vietnã (que mais tarde virou investigador particular) e Dick Grayson, nessa época ainda usando o manto de Robin.
Barbara provou ser bastante popular quando seus leitores passaram a mandar pedidos para que fizesse mais participações especiais em outros títulos. Além de aparecer várias vezes em Batman e Detective Comics, Batgirl participou também de World's Finest Comics, onde veio a encontrar Superman, Supergirl, Bat-Mirim e Mxyzptlk, pela primeira vez. Ela também lutou ao lado da Liga da Justiça contra a vilã Abelha Rainha. Babs encontrou Supergirl novamente em Adventure Comics #381, quando as duas heroínas investigaram separadamente um grupo criminoso formado por mulheres.

### Batgirl nos anos 70 e 80
Suas histórias eram publicadas esporadicamente em Detective Comics até a metade dos anos 70. Durante esse tempo, Barbara revelou sua identidade secreta para seu pai (que já tinha descoberto isso por conta própria). Os dois concorreram e venceram as eleições para a Câmara dos Deputados dos EUA. Eles se mudaram para Washington e ela planejou largar sua carreira de Batgirl.
Os fãs e o editor Julius Schwartz não queiram que ela se fosse e, por isso, Batgirl retornou em Superman #268, onde Barbara Gordon teve um encontro às cegas com Clark Kent, estabelecendo uma amizade entre eles e também permitindo que Batgirl lutasse ao lado do Superman, posteriormente. Eles atuaram juntos novamente em Superman #279 e em DC Comics Presents #19. Em Superman Family #171, Babs atuou novamente com Supergirl, personagem a qual Barbara passou a ser muito ligada.

### Batman Family
Em 1975 a DC Comics criou a revista Batman Family, que só durou 20 edições. Batgirl foi uma das estrelas da revista, onde freqüentemente atuava com Robin. Nesse período, surgiu a grande amizade entre Dick e Barbara. Por isso, logo em seguida, eles revelaram suas identidades um ao outro.
Barbara conheceu a Batwoman em Batman Family #10, quando a super-heroína retornou a sua carreira no combate ao crime. A dupla enfrentou o Mariposa Assassina e o Cavaleiro. Mais tarde, as duas revelaram suas identidades secretas, tornando-se amigas um tempo depois. Além disso, atuaram mais duas vezes em Batman Family e foram companheiras de equipe nos Combatentes da Liberdade.
Na edição 17, Barbara conhece Helena Wayne, a Caçadora da Terra 2.
Quando a revista acabou, seu conceito uniu-se ao de Detective Comics, começando com a edição #481 (1979), onde Batgirl continuou suas aventuras. Mesmo depois que o conceito Batman Family deixou Detective Comics, Batgirl continuou como atração secundária até a edição #519 (1982). Durante esses anos, ela retornou a Gotham e retomou seu emprego, enquanto combatia vários criminosos menores. Supergirl visitou Gotham nesse período e, novamente, as duas atuaram juntas em uma aventura. Um tempo depois, Barbara ficou gravemente ferida ao levar um tiro de Cormorant em uma de suas aventuras, resultando numa crise de fé e uma outra pausa na carreira de vigilante mascarada. Mas, depois de uma conversa com Batman, ela voltou à ativa, capturando o vilão que quase lhe tirou a vida.
Depois do ocorrido, retornou à sua vida de Batgirl. Porém, cada vez mais Barbara sentia-se inútil em mundo repleto de heróis e vilões superpoderosos. Ela expressou essas dúvidas à Supergirl durante a Crise nas Infinitas Terras, repetindo sua dúvida durante o enterro de sua amiga, no fim da Crise. Finalmente, após capturar Cormorant novamente em Batgirl Special #1 (1988), Barbara retirou-se de sua vida de vigilante mascarada, vindo a atuar ocasionalmente em situações especiais.

### Crise nas Infinitas Terras
A Crise nas Infinitas Terras mudou a continuidade do Universo DC de várias maneiras.
Na nova continuidade, Barbara passou a ser a filha de Roger e Thelma Gordon e sobrinha de Jim Gordon. Quando seus pais morreram, Barbara, ainda pré-adolescente, mudou-se de Chicago para Gotham City, para viver com seu tio Jim, sua tia Barbara e o filho do casal, James. Antes da Crise, a Barbara parecia ser mais velha que o Dick Grayson, mas depois os dois passam a ter a mesma idade. Há alguns anos, entretanto, em Batman: Gotham Knigts #06, Barbara descobriu que Jim Gordon teve um caso com sua mãe, antes de ela casar-se com Roger e, por isso, há uma grande chance de Jim ser o pai biológico de Barbara (embora ele não saiba disso). Além disso, nessa nova versão, a Dupla Dinâmica teve um papel mais significativo em seu treinamento. Na mini-série em nove partes chamada Batgirl: Ano Um é mostrado uma parte desse treinamento e mais alguns detalhes que foram acrescentados à cronologia da personagem. A única menção ao tempo em que Barbara foi Deputada na fase Pré-Crise, foi em uma aparição especial em Rapina e Columba #22-#24 (1991) e, desde então, nunca mais comentou-se nada a respeito.
A Supergirl Pós-Crise não aterrissou na Terra até Barbara já estar estabelecida como Oráculo. Além disso, Barbara e Dick Grayson foram namorados por algum tempo, no passado. Barbara também se envolveu com Jason Bard, que agora não era mais um veterano da guerra do Vietnã, mas sim um ex-policial e, atualmente, investigador particular.

### Oráculo
Em Batman: A Piada Mortal (graphic novel escrita por Alan Moore), Coringa põe em prática um plano que, segundo ele, deixaria James Gordon louco. A ideia era provar que até o cidadão mais equilibrado é capaz de enlouquecer. Parte do plano consistia em atirar em Bárbara. Então, Coringa vai até a casa de James e atira em Bárbara, quando ela vai atender a campainha. Após o atentado, Coringa a despiu e tirou fotos da heroina. A bala atingiu a espinha de Bárbara, que veio a ficar paraplégica e interrompendo sua carreira de Batgirl.
Unindo sua grande inteligência com sua memória fotográfica, seu vasto conhecimento sobre computadores e eletrônicos, suas habilidades de hacker e seu treinamento como bibliotecária, Bárbara assumiu a identidade de Oráculo. Agora ela atuava como uma corretora de informações, as reunindo e disseminando para agências da lei e para a comunidade dos super-heróis. Mais tarde, ela foi treinada por Richard Dragon em uma arte marcial que utiliza-se de bastões,  para que Bárbara pudesse combater em sua cadeira de rodas.
Inicialmente, Bárbara utilizou a identidade de Oráculo para auxiliar seu pai em um caso de assassinato extremamente complicado. Mais tarde, ela participou do Esquadrão Suicida, por um tempo. Durante esse período, ela se mudou para a prisão Belle Reve, em Louisiana, onde trabalhou usando o nome de Amy Beddoes. Novamente, Bárbara se muda, mas agora ela volta para Gotham, onde, frequentemente, ajuda Batman, os vigilantes de Gotham e vários outros heróis. Por isso, ela é convidada a participar da Liga da Justiça, sendo um membro ativo por muito tempo, fazendo o serviço de informação e comunicação da equipe. Atualmente, ela está como status de membro reserva.

### Aves de Rapina
Bárbara formou um grupo de super-heroínas que ela contratou como suas agentes. Sua primeira agente foi a Poderosa. Poderosa deixou de trabalhar com Oráculo depois do desastroso caso no Qurac, que teve como consequência várias mortes. Depois, Bárbara reagrupou e uniu forças com Canário Negro que, além de se tornar uma grande parceira, tornou-se, também, sua melhor amiga. Mais tarde, Helena Bertinelli, a Caçadora foi introduzida na equipe. E, por fim, Lady Falcão Negro foi a última integrante a ingressar.

## Nova Batgirl
Durante a história Terra de Ninguém, Bárbara registrava tudo oque acontecia em Gotham e empregava vários adolescentes para serem seus olhos e ouvidos. Um desses adolescentes era Cassandra Cain que posteriormente salvou a vida de Jim Gordon. Vendo que Cassandra era uma ótima artista marcial e percebendo que Batman precisava de todos aliados que pudesse ter, Bárbara permitiu que ela se tornasse a Batgirl e passou a treiná-la, passando a ser a guardiã de Cassandra. Visto que a menina foi treinada por seu pai David Cain que não a ensinou nada mais do que apenas lutar e tendo como único objetivo se tornar uma arma letal.

## Retorno
Começando os Novos 52, Bárbara Conseguiu recuperar novamente os movimentos das pernas e retornou a sua carreira como Batgirl. Após a troca de elenco da sua revista semanal, Bárbara se mudou para Burnside onde mora com sua amiga Frankie e agora passa a atuar principalmente na cidade onde passa a construir uma vida tanto para si, quanto para a popular Batgirl que acaba virando uma celebridade em Burnside.

## Relacionamentos
Barbara Gordon tem sido romanticamente relacionada a Dick Grayson (Asa Noturna). Quando eram mais novos, eles eram parceiros e juntos formavam a "dupla dinamite", estabelecendo uma relação de amizade e de afeto um pelo outro. Dick chegou a declarar seus sentimentos para Barbara, mas ela o ignorou fingindo que estava dormindo, pois o achava muito garoto para ela.
Anos mais tarde, já adultos, após os eventos de Terra de Ninguém, os dois se reencontraram e se apaixonaram, tornando-se namorados. Antes de Crise Infinita, Dick se a joelha e pede Barbara em casamento, que aceita. Durante a Crise, Asa Noturna se fere gravemente, ficando aos cuidados de Barbara. Após se recuperar, ele é convocado por Batman a partir em uma viagem de autoconhecimento. Dick hesita devido ao seu noivado com Barbara, mas ela o aconselha a ir, para que ele possa se redescobrir e tomar uma decisão sincera. Ele envia para ela uma foto dos dois junto com a aliança, prometendo que sempre voltaria para ela, não importando as circunstâncias.
Barbara também teve alguns namorados civis, sendo Jason Bard o mais conhecido. Eles já foram noivos, e quando Grayson foi embora de Gotham, Barbara encontrou conforto em Bard, no entanto a relação não durou muito.
Após o reboot dos Novos 52, ficou estabelecido que Dick e Barbara nunca namoraram, mas possuem sentimentos um pelo outro desde que eram bem jovens. Grayson chegou a pedir que Barbara fosse morar com ele em Chicago, mas ela recusou, pois sua vida está em Gotham. A relação teve vários altos e baixos, mas após a suposta morte de Asa Noturna devido aos eventos de Mal Eterno, ficou mais complicada ainda, pois Dick precisou abdicar de sua identidade para se tornar um espião da Spyral. Quando ele finalmente volta para Gotham, ele tenta se reconciliar com Barbara, que estava muito magoada por ele ter fingido estar morto. Ele declara seus sentimentos por ela, que o rejeita, pois naquele momento estava namorando com Luke Fox. Após Grayson ter seu corpo e sua mente possuídos pelo Mr. Minos, é revelado para Helena Bertinelli que a única mulher que ele realmente amou se chama Barbara.
No Renascimento, Barbara teve alguns namorados como Kai e Ethan Cobblepot, o filho do Pinguim. No arco "Summer of Lies", sua relação com Dick Grayson é mais uma vez revisitada.

## Os Novos 52
Após a DC Comics reiniciar suas histórias, Barbara teve seu retorno triunfal ao posto de Batgirl quando recuperou os movimentos de suas pernas e então passou novamente a proteger Gotham City. Nesta continuidade, Bárbara tem um irmão chamado James Gordon Junior que a odeia por ser perfeita e ser sempre o centro das atenções das pessoas ao seu redor.
No arco "Morte da Família", o Coringa diz que sabe a identidade de todos os membros da Bat-Família e os expõe as seus piores pesadelos. Sem saber que quem está por baixo da máscara de morcego é a garota que ele aleijou quase três anos antes, o palhaço pede a Batgirl em casamento e a entrega uma aliança junto com o dedo da ex-esposa do comissário Gordon, o dedo da mãe de Bárbara. Quando consegue escapar do Coringa, Batgirl se envolve numa briga com seu irmão James e logo descobre que ele ajudou o palhaço insano, ela é apagada e quando desperta ela está na Bat-Caverna ao lado de seu mestre Batman, seu até então ex-namorado Dick Grayson, os dois antigos Robins Jason Todd e Tim Drake e o atual Robin, Damian Wayne. Eles escapam e o Coringa cai numa cachoeira, logo declarado como morto. Logo depois é encontrado o caderno que o Coringa afirma que tinha os nomes civis da Bat-Família, só que ele estava em branco.
Além de estar cautelosa e mais esperta, é mostrado que agora Bárbara se coloca em primeiro lugar e fará de tudo para continuar sendo a Batgirl, e isso fica bem á mostra quando James Junior sequestra sua mãe e diz que fará Bárbara voltar para a cadeira de rodas. Ele tenta matar sua própria mãe só que é impedido quando a Batgirl decide matá-lo de uma vez por todas.
"A partir de agora eu sou filha única"-declara e joga um Batarang no olho de seu irmão que em seguida cai ao mar e desaparece. Seu pai, o comissário Gordon chega no momento e presencia a morte de seu filho assassinado pela Batgirl, ele a dá uma ordem de prisão, mas a heroína foge.
A partir deste momento é iniciado o arco "Batgirl Procurada", onde Bárbara presencia a raiva de seu pai pela heroina e quando ela vai salvar seu namoradinho (Rick) marginal da polícia, ele leva um tiro  na sua frente. Como Batgirl, ela é confrontada por seu pai e quando ela tira a máscara para revelar a sua verdadeira identidade, ele a impede e diz que não quer saber. Entendendo que James era um psicopata, o comissário Gordon dá uma abertura para a Batgirl fugir dos policiais e diz que a partir de agora o mandado de prisão seria retirado. É revelado para Barbara que seu irmão, James Junior está na verdade vivo.
Depois de se unir temporariamente a nova formação das Aves de Rapina, formada por sua melhor amiga Canário Negro e depois de saber da "morte" do Asa Noturna, cuja identidade era Dick Grayson, Barbara fez uma aliança com a Mulher-Gato e ambas derrotaram os "Donos" da órfã, uma super assassina que logo decidiu se tornar uma heroína e se redimir pelos seus pecados.

## Controvérsia
Na HQ de Alan Moore "A Piada Mortal", Barbara leva um tiro do Coringa, é espancada, despida, fotografada e logo depois deixada para morrer abandonada em sua casa.
Nestas fotos, leitores afirmam que Bárbara foi molestada pelo Coringa, fato que foi desmentido pelo próprio Alan Moore e por Bruce Timm, o diretor do filme de mesmo nome.

## Outras Mídias

### Cinema
- Em 1997, no filme Batman e Robin, Batgirl foi interpretada por Alicia Silverstone, onde foi feita uma alteração na identidade da personagem, passando a se chamar Barbara Wilson, sobrinha de Alfred, mordomo do milionário Bruce Wayne.
- Em 2008, no filme The Dark Knight o Comissário Gordon tem uma mulher, um filho e uma filha que aparece brevemente com 9 ou 10 anos de idade, interpretada por Hannah Gunn. Gary Oldman e Christopher Nolan revelaram que ela se chama Bárbara.
- É uma das personagens principais na animação de 2016 Batman: A Piada Mortal, adaptação da famosa história em quadrinho Batman: The Killing Joke, onde Coringa atira em Barbara para enlouquecer o Comissário Gordon, deixando-a paraplégica depois da bala ter atingindo sua espinha, assim fazendo Barbara encerrar sua carreira como Batgirl e iniciar como Oráculo.
- O longa animado The Lego Batman Movie (2017) tem Barbara, com a voz de Rosario Dawson, assumindo o papel de comissária do pai, e mais tarde sendo agregada aos aliados do Batman como Batgirl.

### Televisão
- Na série de TV de Batman dos anos 60, a personagem surgiu na terceira temporada logo depois de sua introdução nos quadrinhos, interpretada por Yvonne Craig.[5]
- Batgirl uma das personagens principais da Bat-Família no universo iniciado por Batman: The Animated Series, com a voz de Melissa Gilbert nessa série, Mary Kay Bergman no longa animado Batman & Mr. Freeze: SubZero, e Tara Strong em 'The New Batman Adventures,  Gotham Girls e o filme Batman: Mystery of the Batwoman.
- Em Batman Beyond, Barbara, dublada por Stockard Channing, sucedeu o pai como comissária de polícia, e é deixado claro que ela teve um relacionamento com Dick Grayson, e mais tarde com Bruce Wayne.
- Em 2002, foi interpretada por Dina Meyer na série de televisão produzida para a Warner, chamada Birds of Prey.[6] Na série a personagem Barbara Gordon, outrora Batgirl, já se encontra paraplégica e assumindo a identidade de Oráculo, surgindo como Batgirl apenas em flashbacks. Essa versão da personagem teria breve aparição em 2019 na crossover "Crisis on Infinite Earths".
- Em The Batman, como Robin estava em Teen Titans Batgirl foi a primeira ajudante de Batman, com a voz de Danielle Judovits. Um episódio passado no futuro tem uma Barbara adulta, dublada por Kellie Martin, em uma cadeira de rodas e tendo assumido a identidade de Oráculo.
- Batgirl aparece em Batman: The Brave and the Bold, com a voz de Mae Whitman.
- Barbara Gordon, dublada por Alyson Stoner, tem breves aparições na primeira temporada de Young Justice, e na segunda se une à equipe como Batgirl.
- O último episódio da série Gotham tem Barbara, interpretada por Jeté Laurence, sendo sequestrada, levando à primeira aparição de Batman.
- Barbara aparece na terceira temporada da série Titans, interpretada por Savannah Welch. Como Welch tem uma perna amputada, na série o Coringa cortou a perna da Batgirl além de deixá-la paralisada.[7][8][9]
- Barbara Gordon, dublada por Tara Strong, aparece em Beware the Batman, primeiro sendo sequestrada e resgatada por Batman, e depois dando assistência remota invadindo computadores, assumindo o codinome Oráculo.
- A série DC Super Hero Girls tem Batgirl, novamente com a voz de Mae Whitman, como uma das personagens principais.
- A webssérie Harley Quinn introduz Batgirl na segunda temporada com a voz de Briana Cuoco, irmã da dubladora da Arlequina, Kaley Cuoco.

### Jogos
- Na série Batman: Arkham, Oráculo  tem frequentes aparições dando assistência remota para Batman, geralmente manipulando sistemas de computador. A primeira vez em que ela aparece fisicamente é a prequela Batman: Arkham Origins (2013), que mostra ela conhecendo Batman e hackeando os sistemas de comunicação para comunicar-se com o herói. Batman: Arkham Knight, de 2015, tem Barbara sendo sequestrada pelo Espantalho e o Cavaleiro de Arkham, e além de mostrar que antes de sua paralisia Barbara foi a Batgirl, tem Batgirl como personagem jogável nas missões extras e uma campanha de DLC.[10] Barbara foi dublada por Kimberly Brooks em Batman: Arkham Asylum e Batman: Arkham City, Kelsey Lansdowne em Arkham Origins, e Ashley Greene em Arkham Knight.
- Oráculo aparece no jogo Batman: Dark Tomorrow.[11]
- Batgirl é uma das personagens jogáveis de Batman: Rise of Sin Tzu.
- Batgirl é uma das personagens jogáveis em Lego Batman: The Videogame e suas continuações, sendo também uma das chefes de Lego DC Super-Villains.
- Batgirl é personagem jogável disponível por download em Injustice: Gods Among Us, novamente com a voz de Kimberly Brooks.
- Aparecerá como Batgirl no jogo Gotham Knights de 2022, com a voz de America Young.